# Flüssigsprengstoff
Flüssigsprengstoff bezeichnet einen Explosionsstoff, der bei Raumtemperatur in flüssiger Form vorliegt.
In der Chemie werden Flüssigsprengstoffe in trockene Sprengstoffe, die in ihrer extrem pulverigen Beschaffenheit wie Wasser „zerfließen“, und in Sprengstoffe, die in ihrem Aggregatzustand tatsächlich flüssig wie Wasser sind, unterteilt.

## Verwendung
Flüssigsprengstoffe werden im zivilen sowie im militärischen Bereich eher selten verwendet, da flüssige Sprengstoffe aufgrund ihres Aggregatzustands wesentlich schock- und schlagempfindlicher sind als Sprengstoffe in fester Form. 
In manchen Landminen, z. B. der US-amerikanischen Dragontooth und deren sowjetischen Nachbau PFM-1, wird Flüssigsprengstoff als Hauptsprengladung verwendet.
Flüssigsprengstoffe sind unter anderem auch Grundstoffe von „festem“ Sprengstoff. So wird z. B. Dynamit aus dem Flüssigsprengstoff Glycerintrinitrat (Nitroglycerin) hergestellt.
Bei einem verhinderten Terroranschlag in Großbritannien im Jahr 2006, sollen Terroristen geplant haben, mehrere Flugzeuge mit Flüssigsprengstoff zur Explosion zu bringen. Bei den zum Einsatz vorgesehenen Stoffen handelte es sich jedoch nicht um wirkliche Flüssigsprengstoffe, sondern um aus Flüssigkeiten herstellbare feste Sprengstoffe. Die britischen Sicherheitsbehörden hatten registriert, wie die mutmaßlichen Attentäter  Wasserstoffperoxid kauften. Keiner der acht Männer wurde später schuldig gesprochen, Anschläge auf Flugzeuge geplant zu haben.
Zudem gibt es massive Zweifel an der Umsetzbarkeit von Attentaten mit Flüssigsprengstoffen aufgrund der Handhabbarkeit der verwendeten Chemikalien. 
Es existieren Suchgeräte für Flüssigsprengstoffe, die aber kaum eingesetzt werden und eine hohe Fehlerquote aufweisen.

## Flüssigsprengstoffe
- Glycerintrinitrat
- PLX